# Шарль-Луї Дідло
Шарль-Луї Фредерік Дідло (фр. Charles-Louis Frédéric Didelot 27 березня 1767, Стокгольм, Швеція — 7 листопада 1837, Київ, Російська імперія) — французький танцівник, балетмейстер і педагог.

## Життєпис
Шарль Луї Дідло народився в Стокгольмі в сім'ї французьких танцівників Магдалени Марешаль та Шарля Дідло, які працювали у шведському Королівському оперному театрі. Перші уроки французької школи танцю отримав від свого батька і танцівника Луї Фроссара (Louis Frossard).
1776 року дев'ятирічний хлопчик поїхав вчитися до Парижа, де його наставником став балетмейстер Ж. Лані (Jean-Barthélemy Lany).
Познайомився з великим французьким балетним хореографом, основоположником сучасного балету Ж. Ж. Новером, який в той час набирав артистів для гастрольного туру до Англії. Сезон відкрився 8 грудня 1787 року балетом Новера «Жертвопренесення Амуру», Дідло був серед учасників вистави.
Дебютував на лондонській сцені як постановник 1788 року, поставив два одноактні балети — «Милість сеньйора» та «Річард Левове Серце». Успіх був такий, що з хореографом-початківцем уклали контракт на кілька сезонів. Популярність Дідло принесли балети: «Кохання маленької Пеггі», «Караван на відпочинку», «Стомлена любов», «Ацис і Галатея» — всього одинадцять балетів за п'ять років.
Виступав як танцівник у трупі балетмейстера Ж. Доберваля (Jean Dauberval) у Великому театрі Бордо (Grand Théâtre de Bordeaux), де дебютував у головній ролі в балеті «Амфіон, учень муз» (жовтень 1789 р.).
У 1792—1795 роках працював в Парижі та Ліоні, де відбувся значний дебют хореографа. 1795 року він створив одноактний балет «Метаморфоза» (у подальшому він мав назву"Зефір і Флора") — один із своїх найкращих балетів на міфологічний сюжет.
1796—1801 — танцівник і балетмейстер Королівського театру Ковент-Гарден (Лондон).
1801 року був запрошений як танцівник і балетмейстер в Петербург, де прослужив до 1831 року (з перервою, 1811—1816), поставив понад 40 балетів і дивертисментів.
Дебютом на російській сцені в 1802 році став балет «Аполлон і Дафна», який відкрив цілий цикл «анакреонтичних балетів», що увійшли в моду ще у вісімнадцятому столітті. Вони були створені в дусі поезії давньогрецького поета Анакреонта — життєрадісної, трохи фривольної, про амурні витівки олімпійських богів, за участю зефірів, німф, купідонів, фавнів та інших фантастичних персонажів.
З 1804 керував Петербурзькою театральною школою (учні — Авдотья Істоміна, Катерина Телешова, Віра Зубова, Микола Гольц, Адам Глушковський та ін.).
У березні 1811 року йому довелося покинути Росію, яка на той час воювала з Францією.
1812 року відновив на сцені лондонського театру петербурзький балет «Зеліса», поставив декілька балетів на музику композитора Ф. М. Венюа: «Випробування, або Дерев'яна нога», «Зефір непостійний, покараний і прощений, або Весілля Флори», «Королева Голконди», «Сільське свято» (всі — 1812), «Пастух і Гамадріада» (1813), «Угорська хатина, або Знамениті вигнанці» (1813).
1814 року були поставлені балети «Тамаїда і Алонзо, або Дикий острів» і «Карл і Лізбета, або Дезертир мимоволі». У 1815 Дідло поставив свій єдиний на сцені паризької Опери балет «Зефір і Флора».
1816 року хореограф знову повернувся до Росії.
У 1823 інсценував для балету (раніше опери і драми) поему «Кавказький бранець» О. С. Пушкіна, який захоплювався балетами Дідло.
Шарль-Луї Дідло був реформатором балету. Він скасував важку уніформу танцівників — обов'язкові до того часу парики, шиньйони, каптани, черевики з пряжками і одягнув усіх в обтягуючі трико і газові туніки. Дідло відкидав так званий дивиртисментний танець, не пов'язаний з розвитком дії вистави, який не розкриває риси характеру героя. У його балетах було багато пантоміми, а танець став дієвим, що допомагало створенню образів, розкриттю сюжету.
Зменшення кількості дивертисментних танців, зниження розважальності балетів Дідло не влаштовувало дирекцію імператорських театрів, конфлікт з якою привів до відставки хореографа.
Помер Дідло у 1837 році в Києві.